# Rosalinda williami
Rosalinda williami är en nässeldjursart som beskrevs av Totton 1949. Rosalinda williami ingår i släktet Rosalinda och familjen Rosalindidae. Inga underarter finns listade i Catalogue of Life.